# Waikato (region)
Waikato – region administracyjny na nowozelandzkiej Wyspie Północnej, położony w jej zachodniej części.
W 2013 region liczył 403 638 mieszkańców, w 2006 było ich 380 823, a w 2001 – 356 346. Waikato dzieli się na następujące dystrykty: 
- Thames-Coromandel
- Hauraki
- Waikato
- Matamata-Piako
- Hamilton City
- Waipa
- Ōtorohanga
- South Waikato
- Waitomo
- Taupō
- Rotorua